# Epicypta brachyblasta
Epicypta brachyblasta är en tvåvingeart som beskrevs av Wu 2003. Epicypta brachyblasta ingår i släktet Epicypta och familjen svampmyggor. Inga underarter finns listade i Catalogue of Life.